# Zrzizeni
Zrzizeni (pełna nazwa: Zřizeni Zemské Knižetstvi Oppolskeho a Ratiborského y ginych Kraguow k nim přislussegiczych, pol. Ordynacja Ziemska księstwa opolsko-raciborskiego) – ustawa zasadnicza nadana księstwom opolskiemu i raciborskiemu oraz głogówecko-prudnickiemu. Nazywana Górnośląskim Prawem Sądowym, Statutem Ziemskim, Konstytucją Śląską.
Uchwalona 29 września 1562 na zamku na Hradczanach w Pradze przez cesarza Ferdynanda I podczas spotkania z delegacją duchowieństwa i wszystkich stanów szlachty ze zwierzchnikiem starostą ziemskim księstw opolskiego i raciborskiego Hansem Oppersdorffem na czele. Statut nosił nazwę „Zrzizeni” w języku staroczeskim. Był to pierwszy dokument tego rodzaju wydany w języku czeskim, który stał się obowiązującym językiem urzędowym, a także jedynym skodyfikowanym prawem słowiańskim, zatwierdzonym aktami cesarskimi. Wywodził się z „Przywileju Hanuszowego”, wydanego w 1531.
Na statut składały się 376 artykuły, 53 akty prawne, 60 rozdziałów. W „Zrzizeni” określono funkcję starostów, kanclerzy sądu, sędziów i urzędników. Utworzono nowy organ władzy – sejmik ziemski, na którego posiedzenia musiała się stawić cała szlachta pod groźbą kary. Uchwały sejmików zatwierdzał cesarz jako król czeski. W dokumencie poruszono również sprawy cywilne: spadki i dziedziczenie majątków, długi, sytuacja prawna kobiet, sierot i wdów. Zorganizowano jeden z najstarszych w Europie obowiązkowy system rentowy.